# Grubbs-Katalysatoren
Der Grubbs-Katalysator ist ein Ruthenium-Carben-Komplex, der nach seinem Entdecker Robert H. Grubbs benannt wurde und in der Olefinmetathese Anwendung findet.
Es gibt zwei Generationen des Katalysators.
Im Gegensatz zu anderen Olefinmetathese-Katalysatoren ist der Grubbs-Katalysator unempfindlich gegenüber funktionellen Gruppen im Olefin und einsetzbar in einem weiten Spektrum von Lösungsmitteln.
Aus diesem Grund ist der Katalysator vielseitig einsetzbar.

## Grubbs-Katalysatoren
| Gefahrensymbol | Gefahrensymbol |

| Gefahrensymbol |

### Katalysator der ersten Generation
Die erste Generation des Katalysators wurde oft eingesetzt zur ringöffnenden Polymerisation via Metathese (ROMP) und zur Ringschlussmetathese (vor allem zur Gewinnung großer Ringe). Der Katalysator kann auf einfache Weise aus RuCl2(PPh3)3, Phenyldiazomethan und Tricyclohexylphosphin in einer Ein-Topf-Reaktion gewonnen werden. Der Grubbs-Katalysator ist relativ stabil an Luft, was die Handhabung vereinfacht.

### Katalysator der zweiten Generation
Die zweite Katalysatorgeneration wird in denselben Reaktionen eingesetzt wie die der ersten Generation, besitzt aber eine wesentlich höhere Aktivität. Der Katalysator ist luftstabil und wird hergestellt aus dem Katalysator der ersten Generation und dem Alkoxy-geschützten 1,3-Dimesityl-4,5-dihydroimidazol-2-yliden. Beide Generationen des Katalysators sind kommerziell erhältlich.
Im Jahre 2005 wurden Robert H. Grubbs, Richard R. Schrock und Yves Chauvin mit dem Nobelpreis für ihre Entdeckungen um den Katalysator und die Anwendung in der Olefin-Metathese ausgezeichnet.

### Hoveyda-Katalysatoren
Die Hoveyda-Katalysatoren (auch Grubbs-Hoveyda-Katalysatoren) unterscheiden sich von den herkömmlichen Grubbs-Katalysatoren an einer Position. Ein Tricyclohexylphosphin-Ligand wurde entfernt und die freie Koordinationsstelle wird von einem aromatischen Ether besetzt, der aus dem carbengebundenen Rest stammt.
| keine GHS-Piktogramme |

| keine GHS-Piktogramme |